# Pero Vaz de Caminha

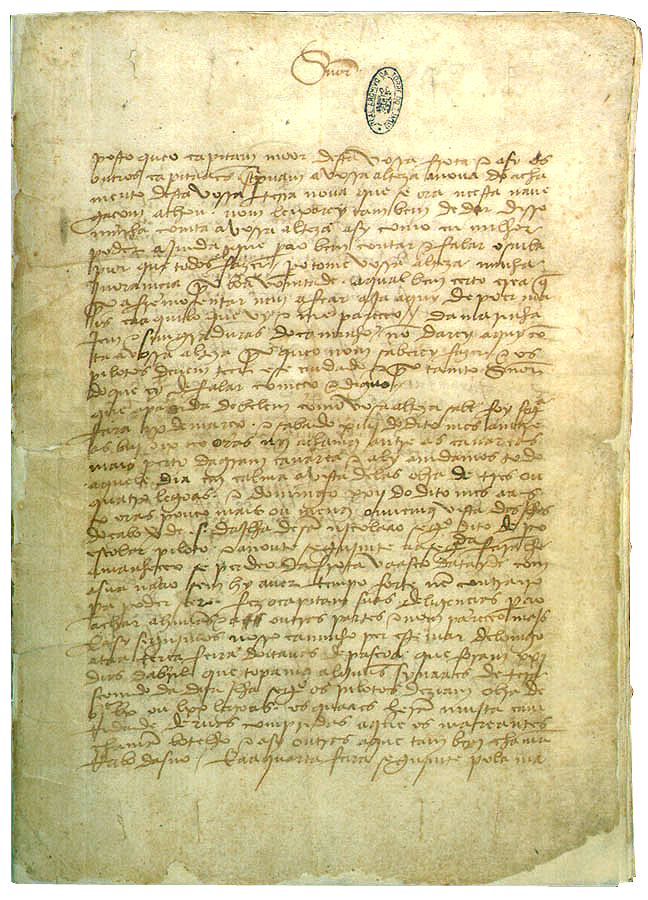
Carta de Pero Vaz de Caminha

Pero Vaz de Caminha, auch Pedro Vaz de Caminha, (* vermutlich 1445 in Porto; † 15. Dezember 1500 in Kalikut, Indien) war als Schreiber des Seefahrers Pedro Álvares Cabral wesentlich an der sogenannten Entdeckung Brasiliens im Jahre 1500 beteiligt. 
Zu großer Berühmtheit gelangte sein Brief an den portugiesischen König Dom Manuel (Carta de Pero Vaz de Caminha), der für die umfangreichste und akkurateste Darstellung der Entdeckung Brasiliens gehalten wird. In Tagebuchform beschrieb Caminha die Reise von der Abfahrt in Lissabon bis zur Ankunft an der Küste Brasiliens. Das 29 Seiten umfassende Dokument befindet sich im Arquivo Nacional da Torre do Tombo in Lissabon.